# Světlá Hora
Světlá Hora è un comune della Repubblica Ceca facente parte del distretto di Bruntál, nella regione della Moravia-Slesia.